# بيت ذرة (الحيمة الداخلية)

تعديل مصدري - تعديل

بيت ذرة هي إحدى قرى عزلة الحدب بمديرية الحيمة الداخلية التابعة لمحافظة صنعاء، بلغ تعداد سكانها 380 نسمة حسب تعداد اليمن لعام 2004.